# Opholdstilladelse
 Der er for få eller ingen kildehenvisninger i denne artikel, hvilket er et problem. Du kan hjælpe ved at angive troværdige kilder til de påstande, som fremføres i artiklen.

En opholdstilladelse er en tilladelse udstedt af et lands udlændingemyndigheder, der viser at en person, der ikke er statsborger i det pågældende land, har ret til at opholde sig i landet. Dette kan komme i form af en midlertidig opholdstilladelse, der giver ret til ophold i en tidsbegrænset period der senere kan forlænges, eller en permanent opholdstilladelse, der giver ret til ophold uden tidsbegrænsning. En opholdstilladelse er en form for visum.
For landene i EU og EFTA gælder særlige opholdsregler. Som del af EUs Fire Friheder har borgere i EU- og EFTA-landene ret til at opholde sig i hinandens lande uden restriktioner.

## Danmark
Opholdstilladelser i Danmark udstedes af Udlændingestyrelsen under Udlændinge- og Integrationsministeriet. Danmark, som underskriver af Flygtningekonventionen, er forpligtiget til at udstede fremmedpas (en) til flygtninge.

## USA
I USA udstedes green cards til folk med permanent opholdstilladelse. Ofre for menneskehandel kan tildeles T-visum hvis de vidner i sagen mod bagmændene for handlen.

## Ekstern henvisning
- Eksempel på dansk opholdstilladelsespapir (PDF) (Webside ikke længere tilgængelig)

| Jura | Spire Denne juraartikel er en spire som bør udbygges. Du er velkommen til at hjælpe Wikipedia ved at udvide den. |